# Bombo (musical)

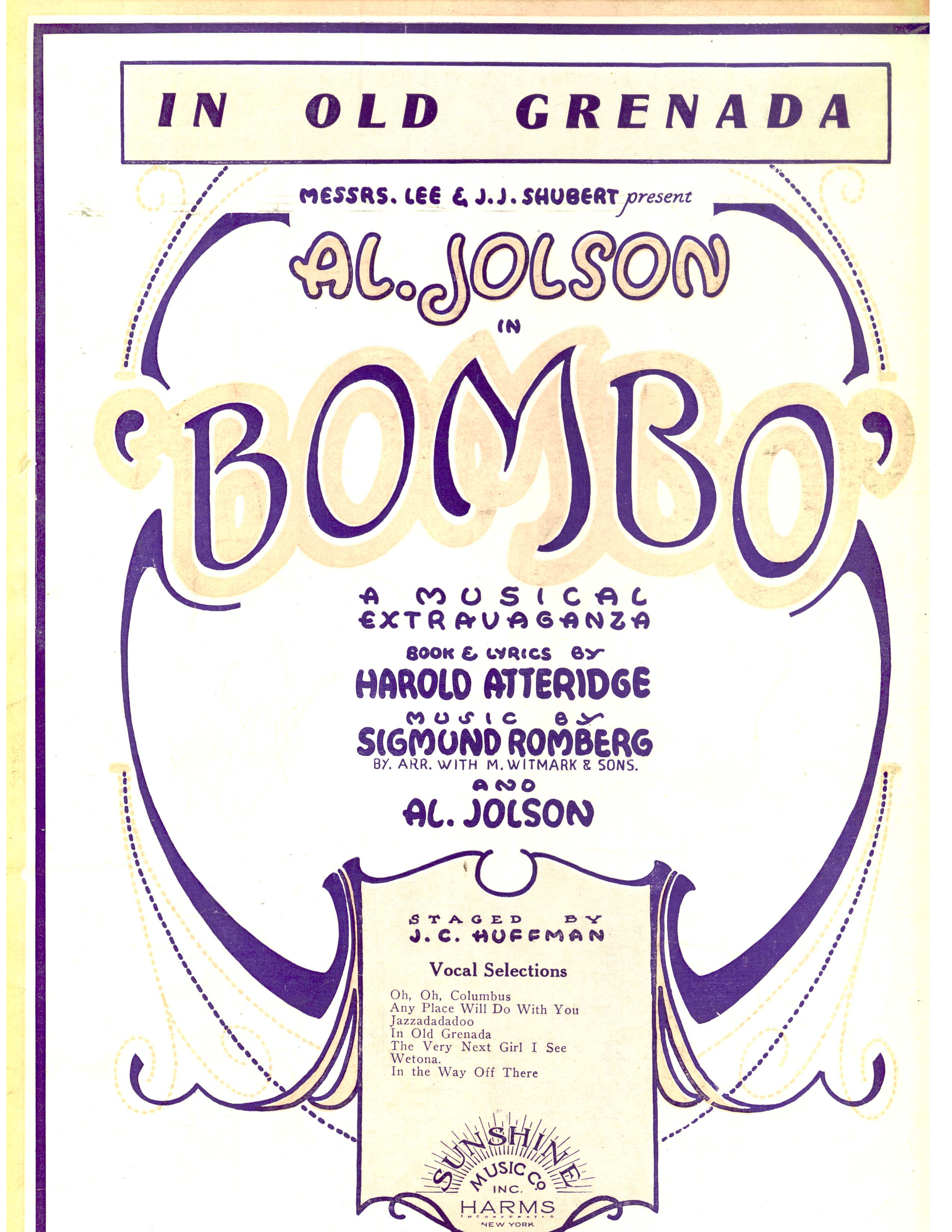
Coverafbeelding voor de bladmuziek van Bombo.

Bombo is een Amerikaanse musical vanop Broadway, geschreven door Harold R. Atteridge met muziek van Sigmund Romberg. Het stuk werd voor het eerst opgevoerd op 6 oktober 1921 in het pas geopende Jolson Theatre, waar het uiteindelijk 219 keer werd opgevoerd. De hoofdrolspelers waren Al Jolson, die toen heel populair was, en Janet Adair. Door het succes van de musical op Broadway, kwam er een nationale tour. Omdat er sinds de opvoering veel nummers aan de musical werden toegevoegd, waren er op het einde meer nummers van andere componisten dan van Romberg. Twee bekende liedjes uit Bombo zijn "April Showers" en "California, Here I Come".